# Superdawg

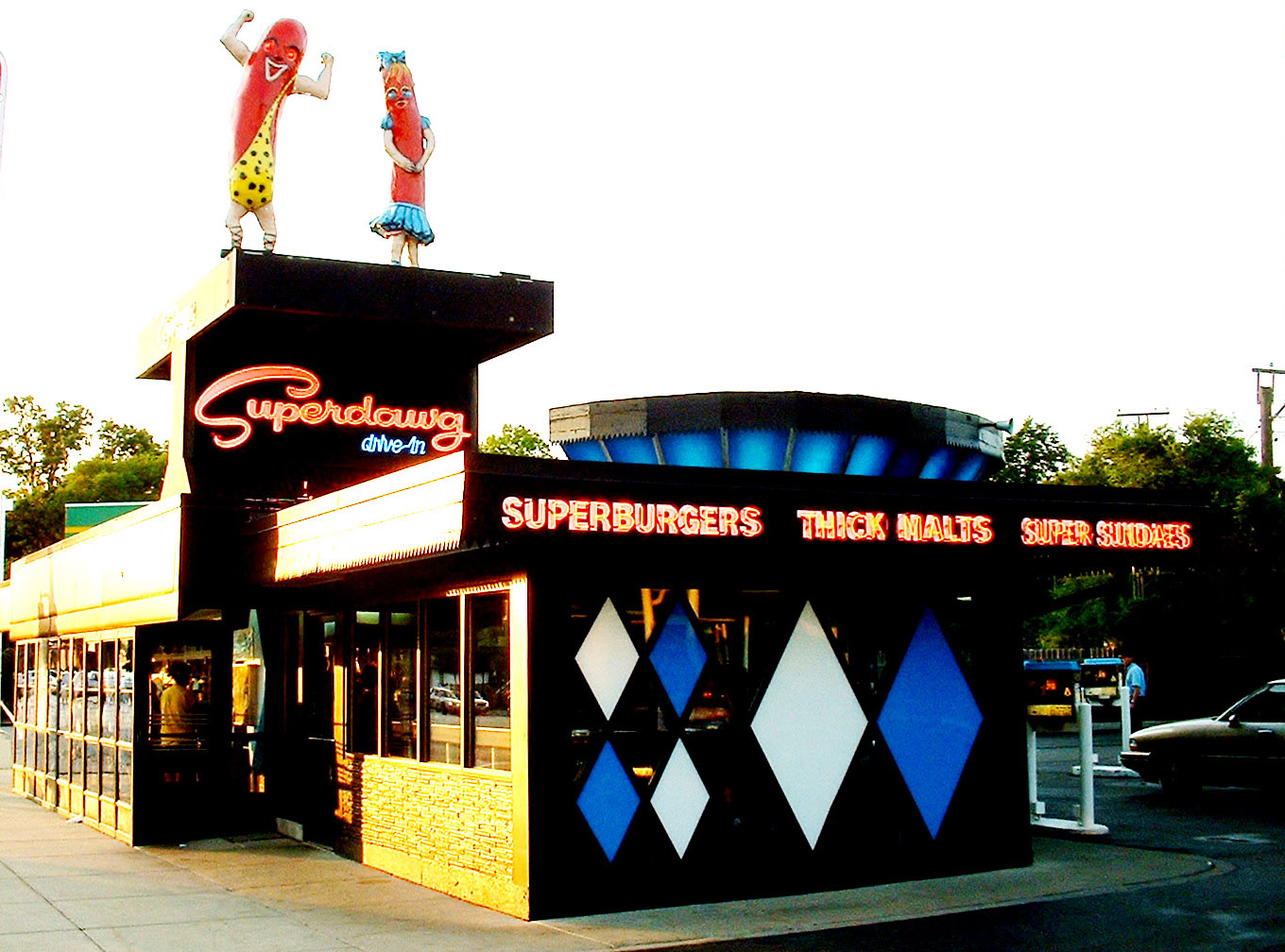
Sur le toit du restaurant, les mascottes Maurie et Flaurie font référence au couple propriétaire du lieu, Maurie et Flaurie Berman.

Superdawg est un vendeur de hot-dogs avec service à l'auto de la ville de Chicago, dans l'État de l'Illinois, aux États-Unis. C'est un service au volant de type drive-in (par opposition au drive-through), un type de service à l'auto courant en Amérique du Nord au cours duquel un opérateur, le serveur à l'auto, se déplace d'une voiture à l'autre afin de prendre les commandes, les transmettre à la cuisine, de percevoir le paiement, et d'apporter la commande préparée au véhicule du client. Il est situé dans le secteur de Norwood Park, à l'intersection des avenues Milwaukee, Devon et Nagle.
Fondé en mai 1948, il est l'un des derniers restaurants américains encore en activité assurant un service à l'auto tel qu'il était effectué dans les années 1950, soit avec stationnement du véhicule durant la restauration, un serveur apportant et rapportant le repas à la voiture sur un plateau. Le restaurant a été l'objet de diverses émissions de télévision, et fait partie de la liste des 1,000 Places to See Before You Die, soit les mille lieux à voir avant de mourir sélectionnés par Patricia Schultz. Enfin, celui-ci propose une cuisine typique de la ville de Chicago, dont le hot-dog de Chicago et le sandwich italien au bœuf.